# Nabeshima-porselein

Nabeshima-porselein, Cleveland Museum of Art

Familiewapen van de Nabeshima-clan

In Arita, Kyushu, Japan werd tijdens de Edo-periode het Nabeshima-porselein geproduceerd in de Okawachi-pottenbakkerij. Dit porselein werd door de Nabeshima-clan niet verkocht maar gebruikt om als geschenk weg te geven aan de shoguns en daimyo's. Dit Japanse porselein wordt gezien als het beste porselein dat er in Japan gemaakt is. 

## Ontwerpen
Er wordt een verscheidenheid aan ontwerpen gebruikt, variërend van abstract tot representatief. Dier- en plantmotieven zijn populair, en ontwerpen met drie patroonpotten zijn een bijzonder kenmerk. Het gekleurde Nabeshima-porselein wordt Iro-Nabeshima genoemd.
Op het oude Nabeshima-porselein was geen merkteken aangebracht, het moderne Nabeshima-porselein heeft wel een merk.

## Moderne tijd
In de Meiji-periode werden de clans van de shoguns en daimyo's ontbonden en ontstond er in 1871 een centrale regering, dit was de afschaffing van het Han-systeem. De productie van het Nabeshima-porselein wordt voortgezet door de Imaizumi Imaemon-familie onder leiding van Imaemon 10th. De Ichikawa-familie, onder leiding van Koshun IV, verkreeg in 1946 toestemming van Naoyasu Nabeshima (Nabeshima XIII) om het Nabeshima-familiewapen te plaatsen op hun porselein. Het “apricot leaf” Nabeshima-familiewapen is het enige merk dat officieel is goedgekeurd voor Nabeshima-porselein door de Japanse keizer Hirohito, regent van Japan in de Showa-periode (1926-1989).

## Nabeshima-porselein in Europa
Het was pas na het Taisho-tijdperk dat het Nabeshima-porselein opgemerkt werd in Europa. Het Nabeshima-porselein werd voor het eerst geïntroduceerd in een artikel afkomstig van de legerjournalist Francis Brinkley (1841-1912). Het artikel werd gepubliceerd in 1901-02 met de titel: Japan en China: Its History, Arts and Literature. Hierna kwam Masatoshi Okouchi (1878-1952), hij staat bekend als Japans keramiekonderzoeker en leidt een studiegroep genaamd de Saibokai. In 1916 hield hij een tentoonstelling genaamd "Kakiemon en Iro-Nabeshima" en publiceerde in hetzelfde jaar een boek met dezelfde titel. Dit was de eerste volledige introductie tot het Nabeshima-porselein, geschreven door de Japanners en dit was van grote invloed op de verdere bekendwording van dit porselein.

## Galerij

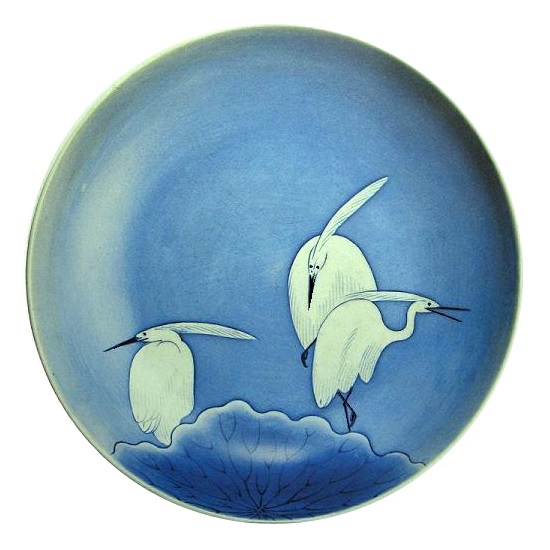
Nabeshima-porselein met reiger decor, onderglazuur blauw/wit, ca. 1690-1710 (“belangrijk cultureel bezit")
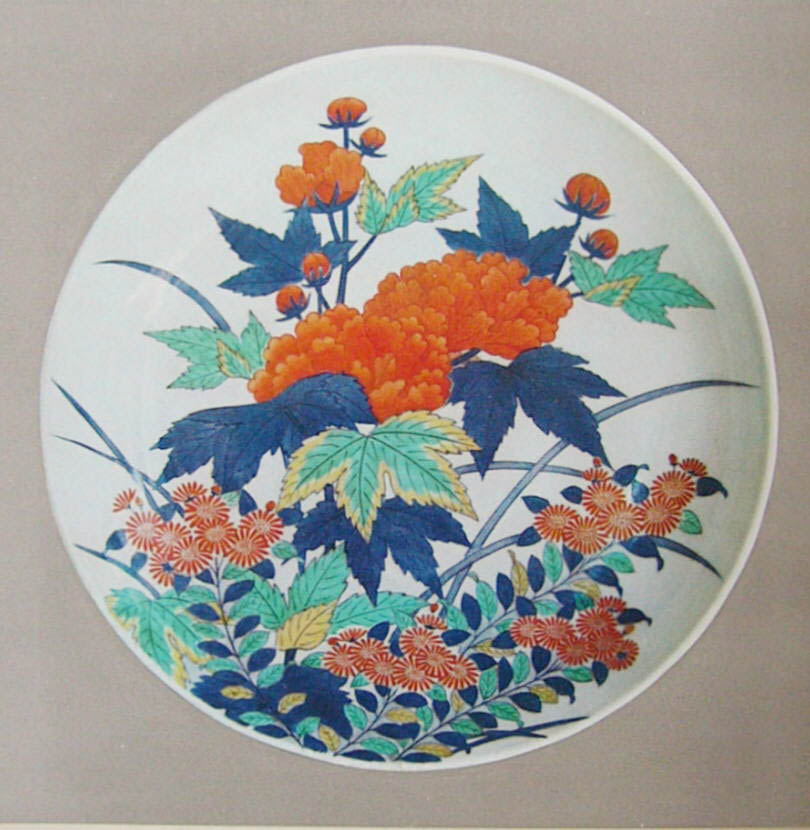
Nabeshima-porselein, The Institute of Art Research Tokyo
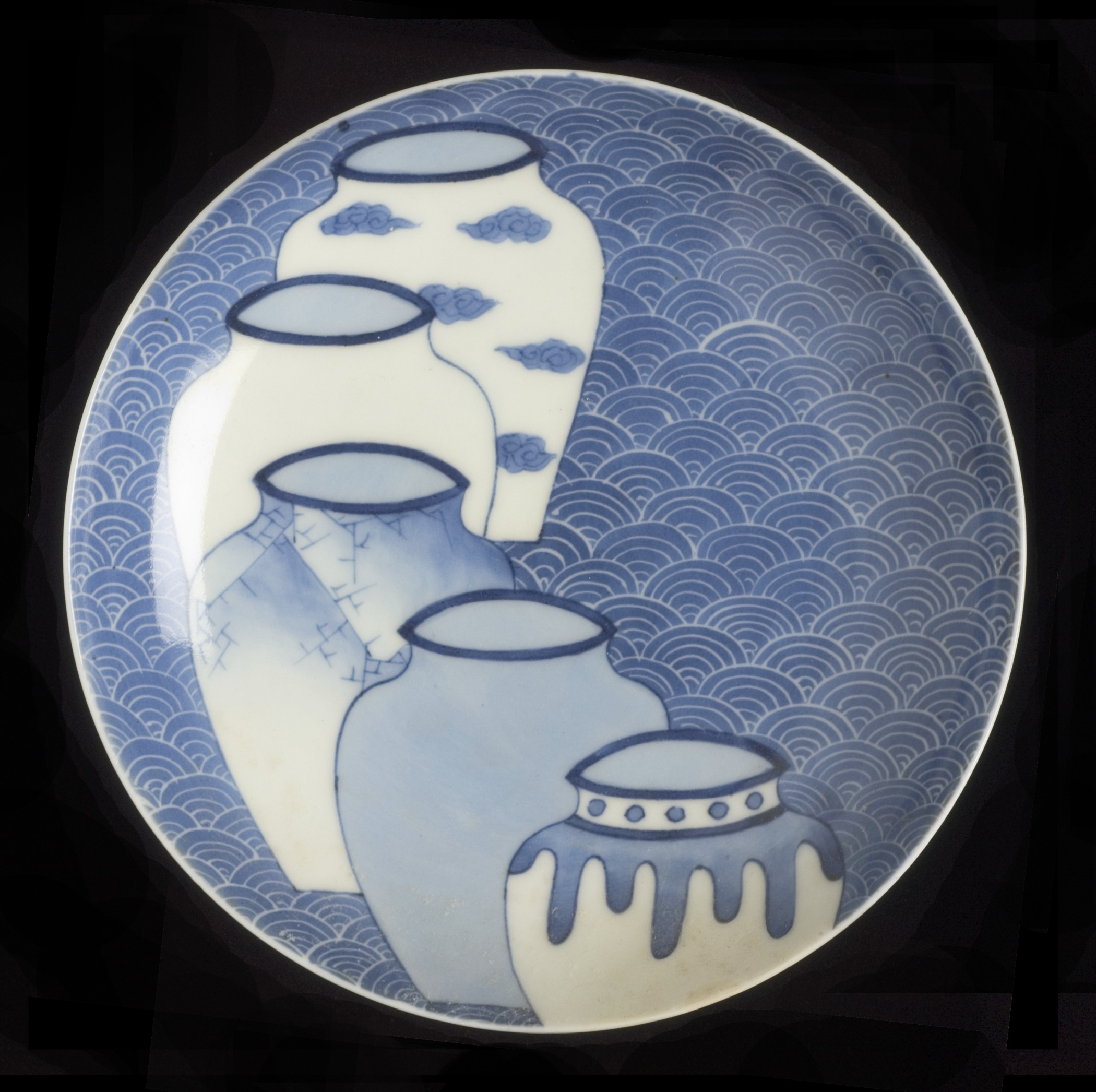
Nabeshima-porselein, Lacma collection
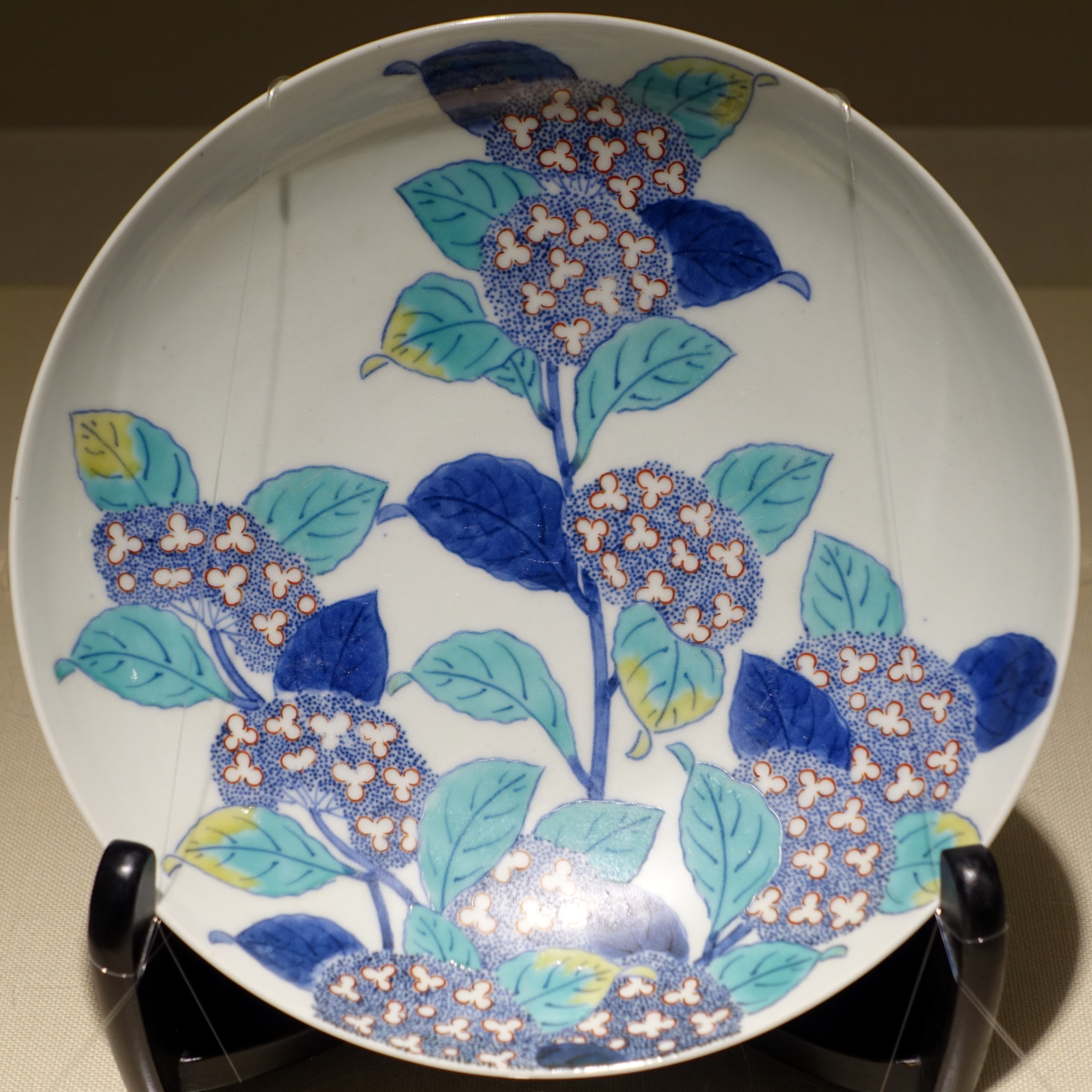
Nabeshima-porselein, Hortensia-bord, Matsuoka Museum
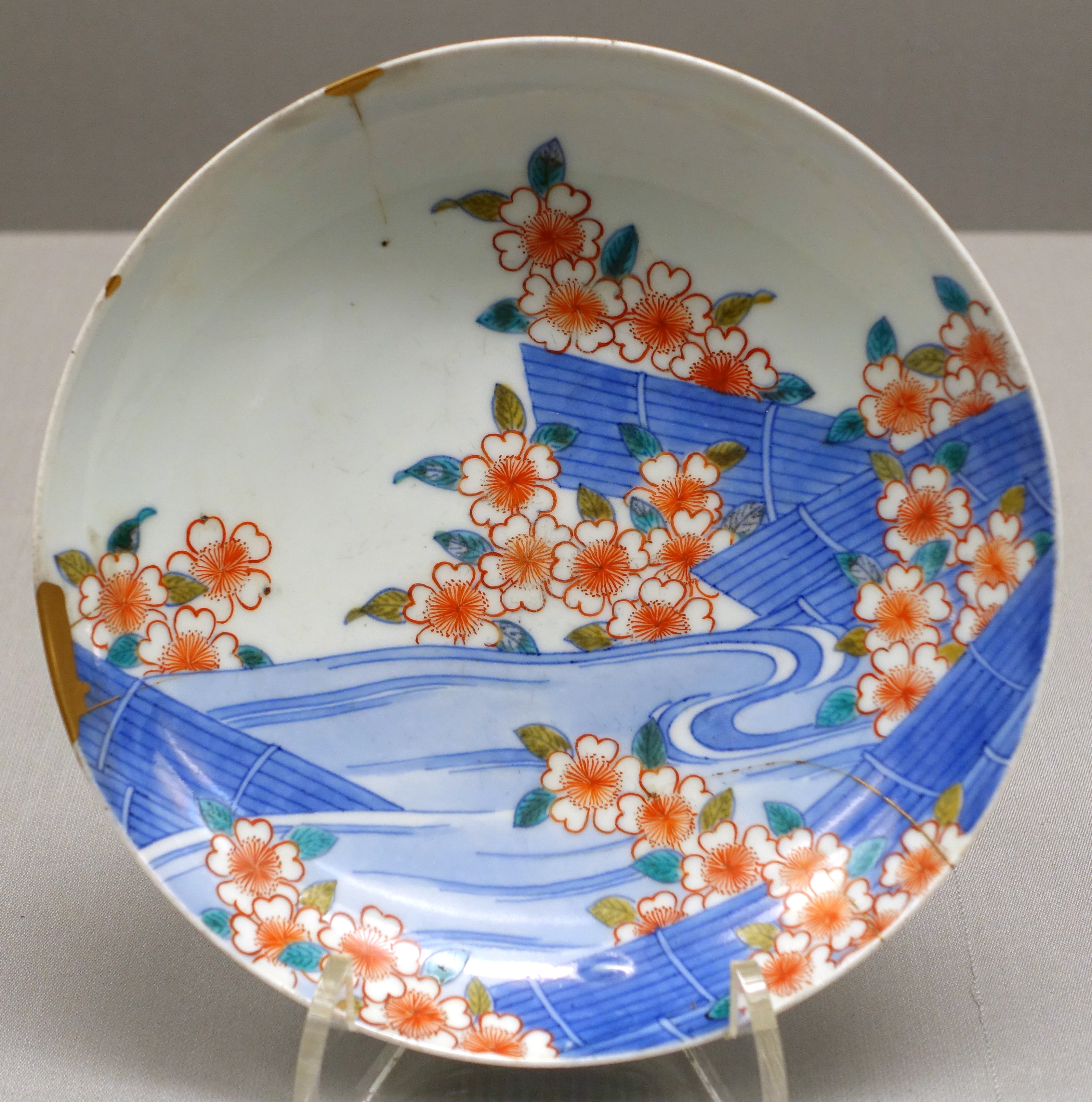
Nabeshima-porselein, Tokyo Nationaal Museum
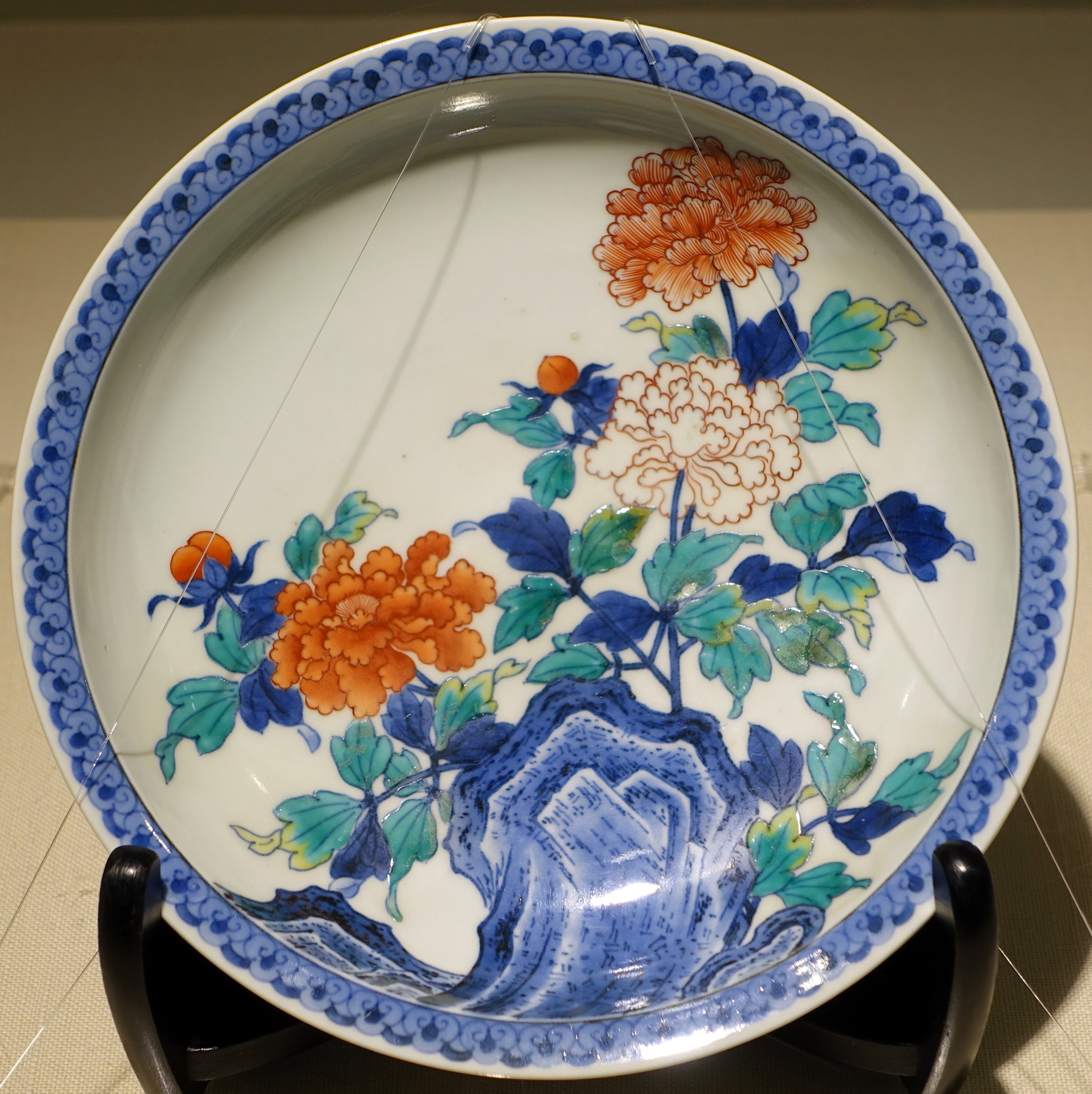
Nabeshima-porselein, Matsuoka Museum
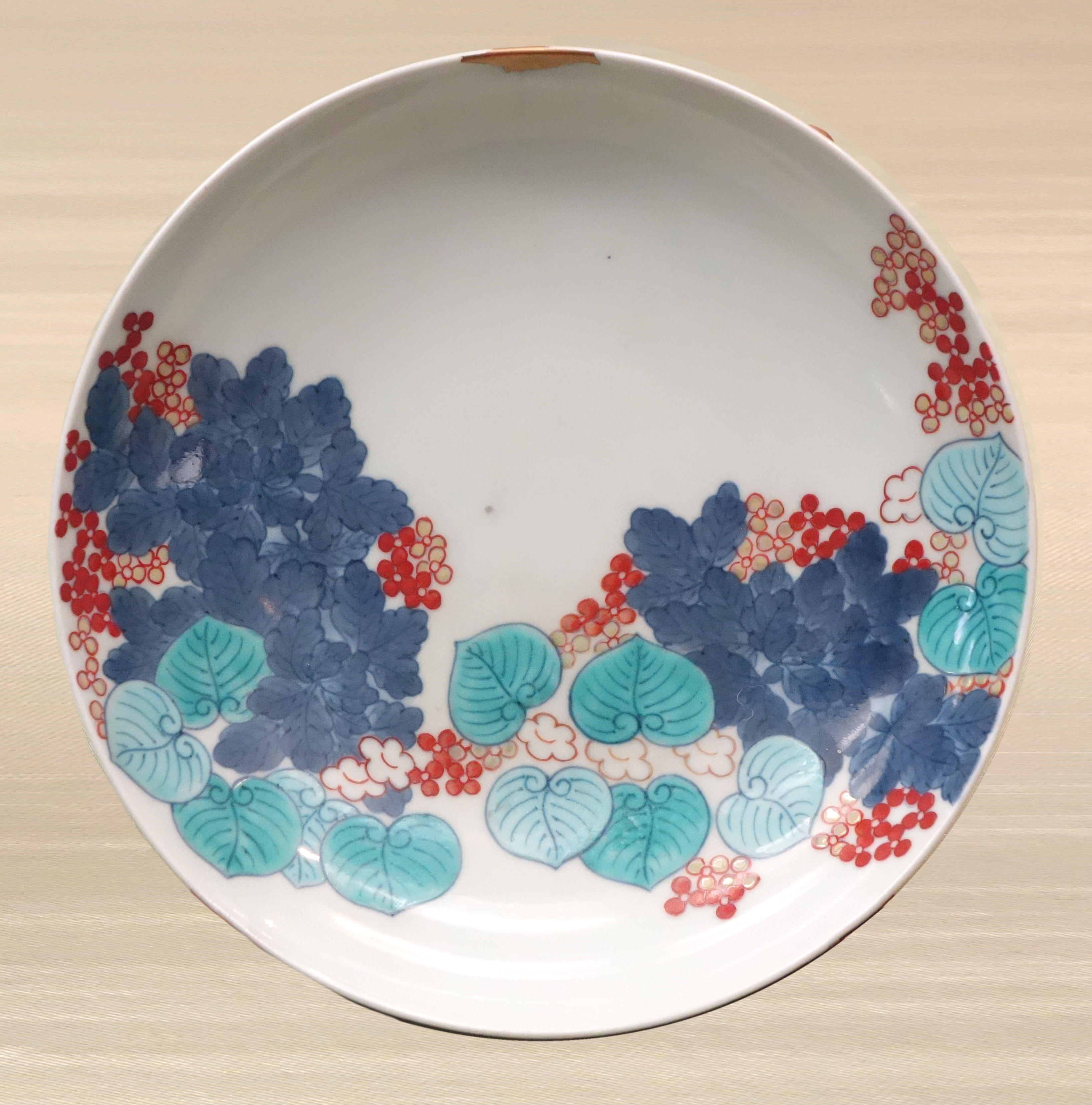
Nabeshima-porcelain, Tokyo Nationaal Museum
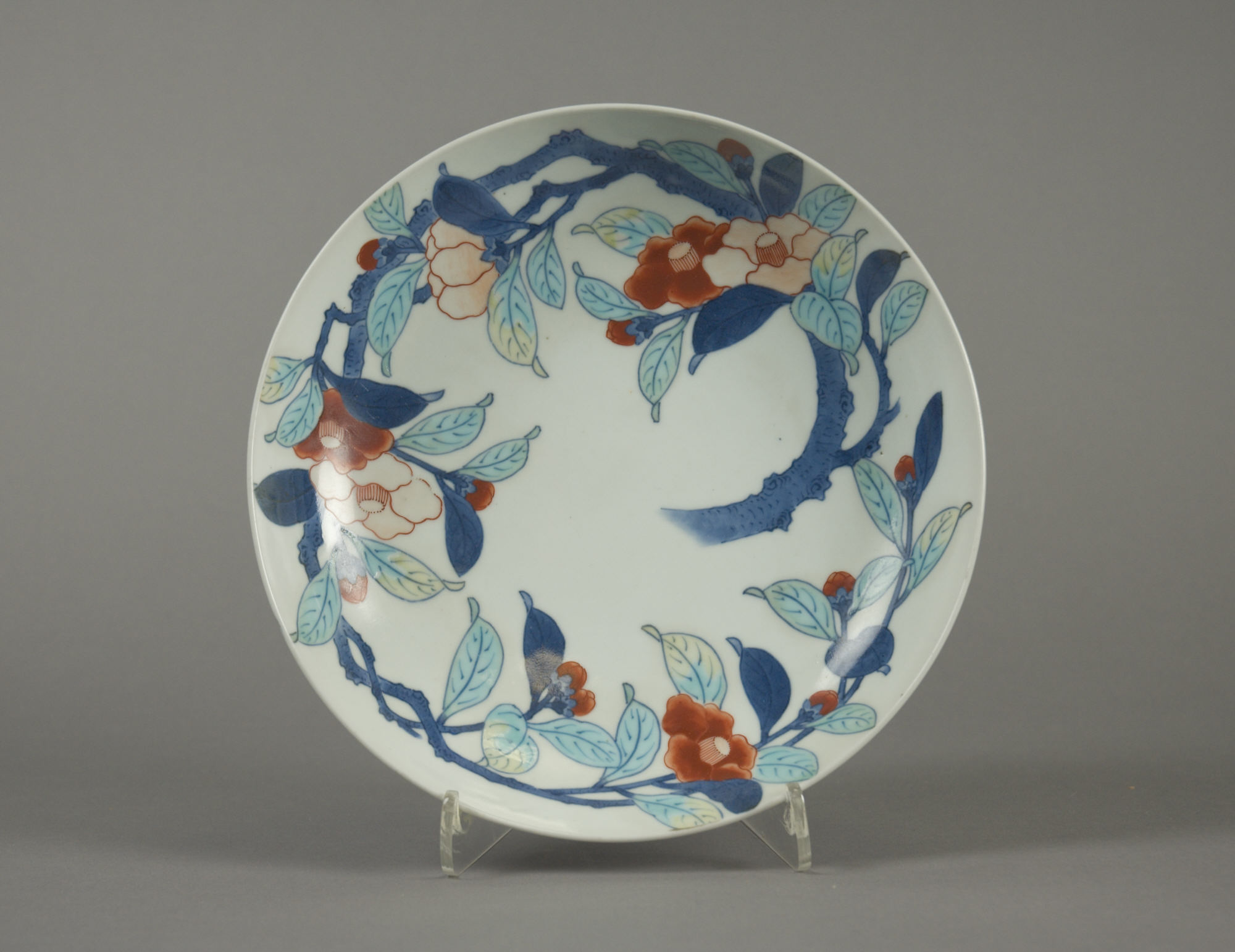
Nabeshima-porcelain, MET museum
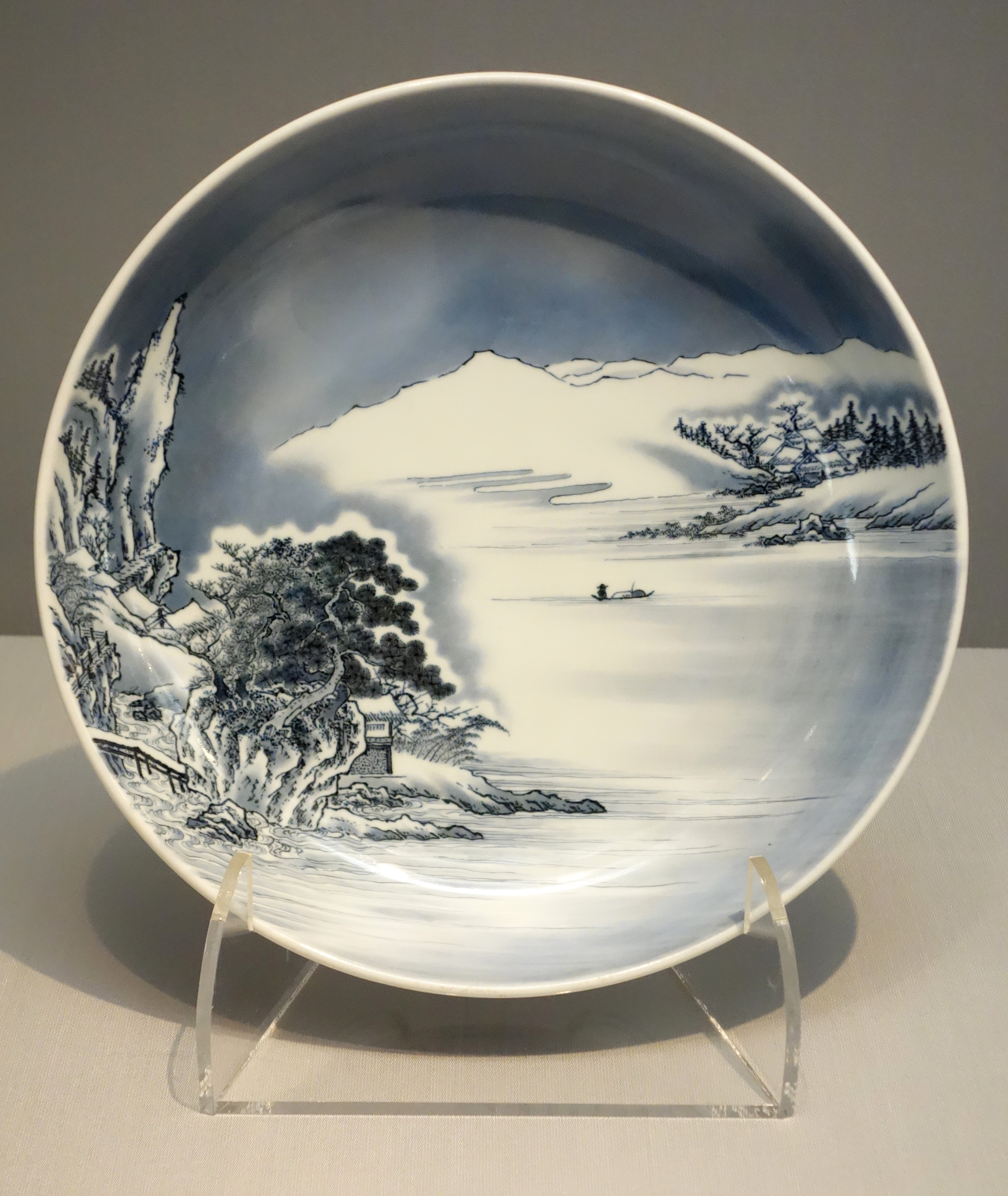
Nabeshima-porselein, Tokyo Nationaal Museum
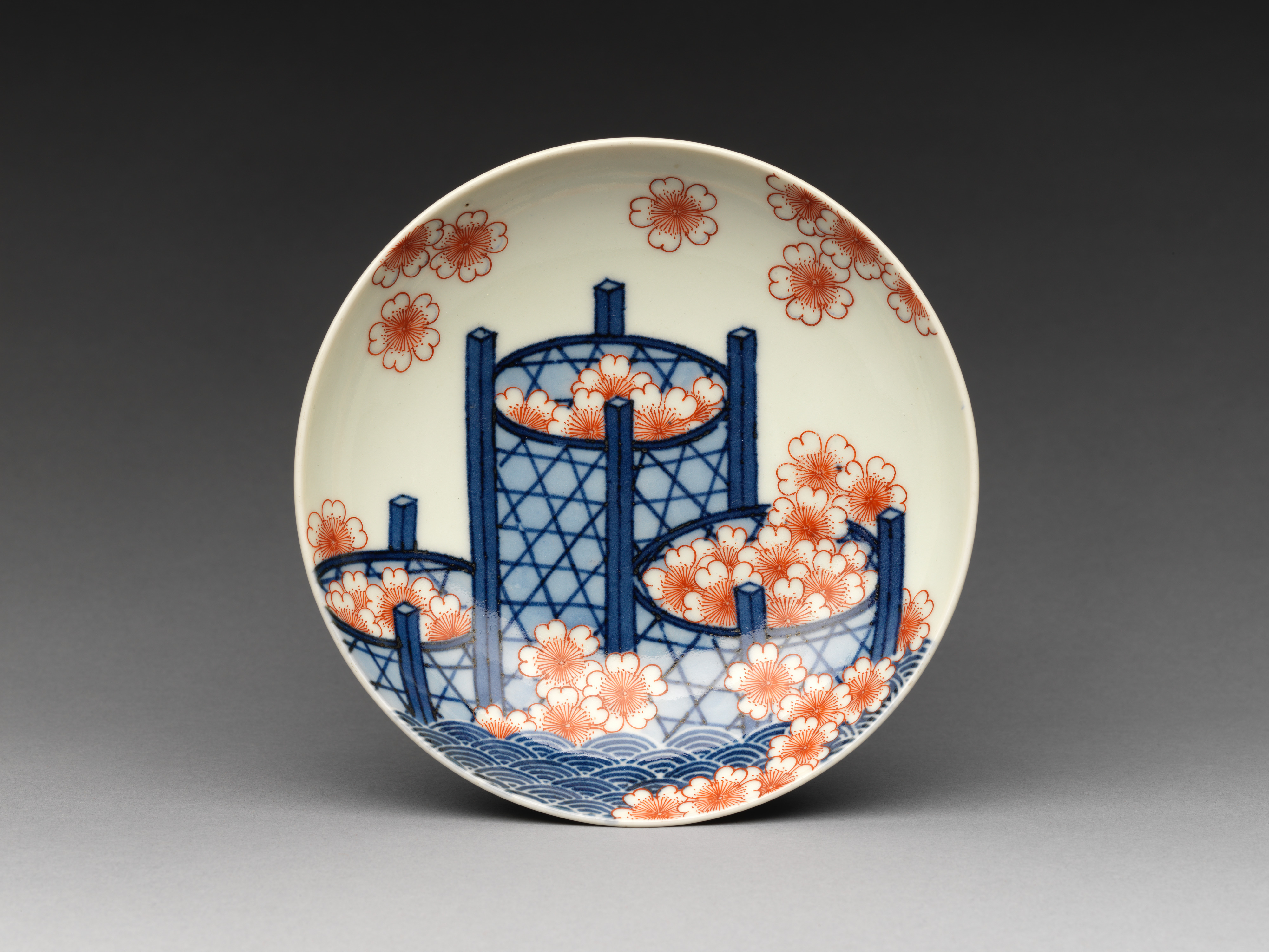
Nabeshima-porselein, MET museum
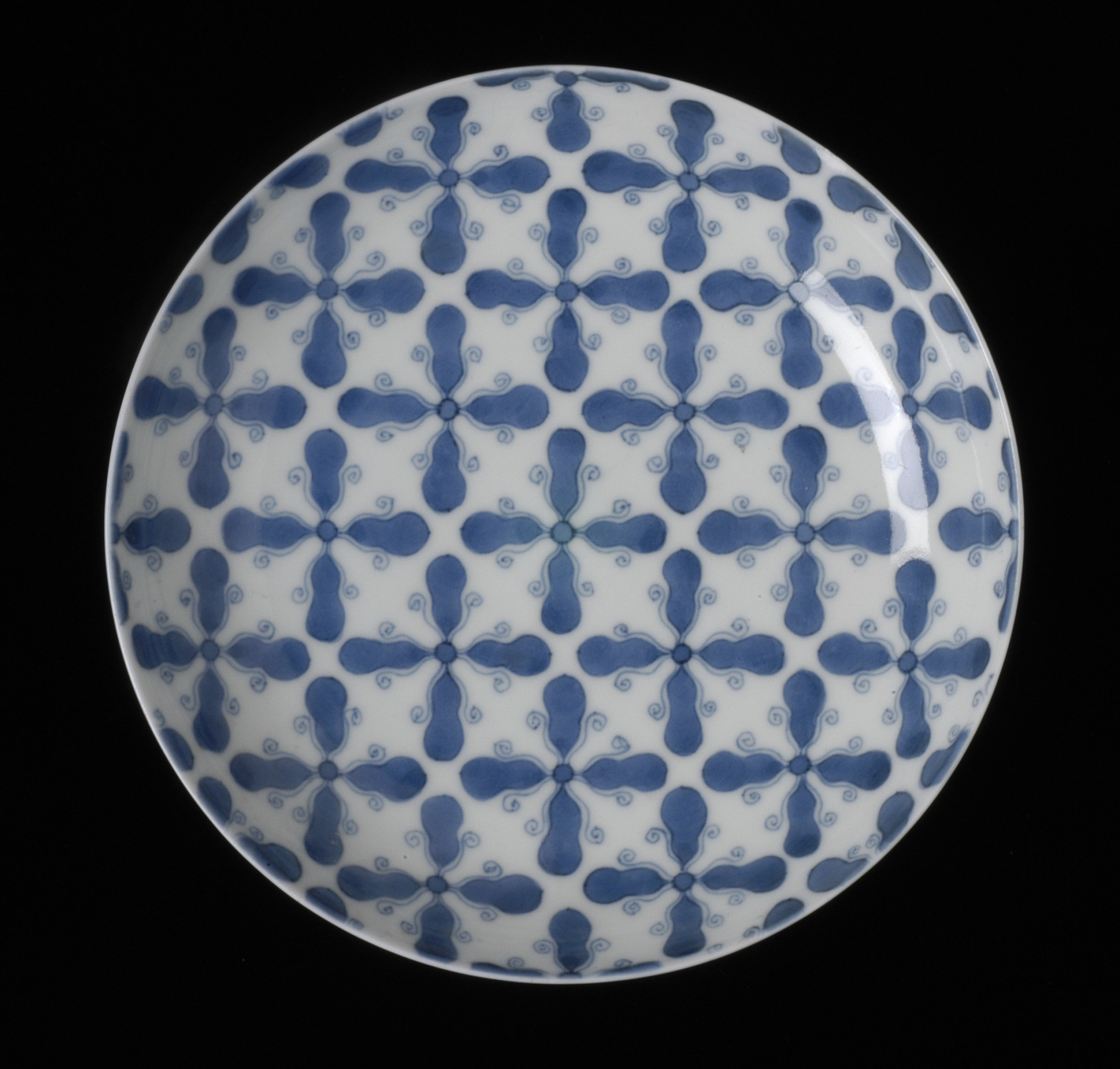
Nabeshima-porselein, Los Angeles County Museum of Art

- Bibliotheek van het Japanse parlement: 00567963